# Phacellothrix
Phacellothrix é um género botânico pertencente à família Asteraceae.